# Acord ambiental internacional
Un acord ambiental internacional o protocol ambiental és un tipus de tractat vinculant en dret internacional que permet assolir un objectiu ambiental. En altres paraules, és «un govern internacional concebut com a vinculant que té com a objectiu primari prevenir o gestionar l'impacte de l'activitat humana sobre els recursos naturals».
Un acord entre dos estats és un acord ambiental bilateral, mentre que un acord entre tres parts o més és un acord ambiental multilateral. Aquests acords, impulsats principalment per les Nacions Unides, tracten de temes com ara les polítiques atmosfèriques, les polítiques d'aigua dolça, les polítiques relatives als residus perillosos, el medi marí, la conservació de la natura, la contaminació acústica i la seguretat nuclear.